# Bratačić
Bratačić (cyr. Братачић) – wieś w Serbii, w okręgu kolubarskim, w gminie Osečina. W 2011 roku liczyła 261 mieszkańców.